# Maarten Fontein
Maarten Fontein (Leiden, 23 februari 1952) is een Nederlands sportbestuurder. Hij had diverse functies binnen de voetbal- en cricketwereld. Als cricketspeler kwam hij vijfmaal uit voor het Nederlands cricketelftal.

## Jeugd en sportcarrière
Fontein werd geboren in Leiden. Hij studeerde aan Het Rijnlands Lyceum Oegstgeest en volgde daarna een studie rechten aan de Erasmus Universiteit. In zijn jeugd speelde Fontein zowel voetbal als cricket bij ASC.
Op zijn 17e stapte Fontein over naar de Koninklijke Haagse Cricket & Voetbal Vereeniging waar hij ging voetballen bij HVV en cricketen bij HCC. Hij kwam in 1979 en 1980 vijfmaal als batsman uit voor het Nederlands cricketelftal. In 1984 beëindigde hij zijn actieve carrière. Hij had op dat moment 122 wedstrijden gespeeld voor HCC in de hoofdklasse en was met de club driemaal kampioen geworden. Daarnaast speelde hij twee wedstrijden in het eerste elftal van HVV.
Na zijn actieve carrière had hij diverse functies binnen de Koninklijke HC&VV. Tussen 1980 en 1983 was hij voorzitter van de crickettak. Tussen 2000 en 2005 was hij voorzitter van de club.

## Maatschappelijke carrière
Fontein werkte tussen 1977 en 2005 bij Unilever. Hier groeide hij uit tot hoofd marketing van de divisie consumptie-ijs in Azië, Afrika en Australië. Hij had onder andere een belangrijk aandeel in de populariteit van Magnum. Hij woonde in Australië, Zweden, Turkije en China.

## AFC Ajax
Fontein begon op 1 november 2005 als algemeen directeur van AFC Ajax. Hij maakte een roerige periode bij de Amsterdamse club door. Na enkele succesvolle jaren met Ronald Koeman, waarin de club tweemaal kampioen werd, lukte het de club niet om het PSV moeilijk te maken. In de drie jaar dat Fontein actief was voor Ajax versleet hij drie trainers. Danny Blind werd na een goed jaar ontslagen en ook de gedroomde opvolger, Henk ten Cate, hield het slechts een goed jaar uit, waarin hij weinig successen kende. Hij vertrok als veldtrainer naar Chelsea FC. Ook Adrie Koster, die Ten Cates rol ad interim invulde, wist Ajax niet voorbij PSV en AZ te leiden. 
In februari 2008 verscheen er een kritisch rapport van een commissie onder leiding van erelid Uri Coronel. Zij wezen Fontein en technisch directeur Martin van Geel aan als belangrijkste oorzaken van de sportieve malaise. Hierop verzocht de Raad van Commissarissen hem te vertrekken. Dit verzoek legde hij naast zich neer. Hierop startte de club een ontslagprocedure. Zo ver zou het echter niet komen, doordat beide partijen uiteindelijk besloten het contract per 1 april op te zeggen. Hij kreeg naast een contractuele afkoopsom een extra gratificatie. Hij werd opgevolgd door interim-directeur Henri van der Aat.

## AZ Alkmaar en internationale functies
Lang zat Fontein niet zonder werk. Een maand na zijn vertrek bij Ajax, haalde Dirk Scheringa hem binnen als directeur commerciële zaken bij AZ. Bij AZ moest Fontein de sponsoring en uitstraling van de club naar een hoger plan brengen.
In juli 2008 werd Fontein gekozen als bestuurder in de ECA, een organisatie die opkomt voor de Europese topclubs. Daarnaast werd hij voorzitter van de Commissie Jeugd. Hiernaast nam hij zitting in een strategische commissie, die de UEFA en diens voorzitter Michel Platini adviseerde. Daarnaast zat hij ook in een werkgroep rond jeugdvoetbal. In november 2008 trad hij af als commercieel directeur bij AZ, omdat hij het te druk had met zijn internationale functies binnen het voetbal. Hij bleef wel als adviseur betrokken bij de club. In 2009 nam hij zitting in een commissie van de FIFA, die zich richtte op de transfers van minderjarige voetballers.
In 2011 maakte Johan Cruijff zich sterk voor een terugkeer van Fontein bij AFC Ajax. Ook oud-voorzitter Michael van Praag schaarde zich achter dit plan. Het werd echter gekraakt door de Raad van Commissarissen van de club. Zij beschuldigden Fontein hierop persoonlijk voordeel te hebben getrokken van de shirtsponsorovereenkomst met Aegon. Fontein ontkende dit en dreigde met gerechtelijke stappen.
Tussen 2011 en 2013 was Fontein nogmaals voorzitter van HCC. Tevens leidde hij een commissie die onderzoek deed naar het jeugdcricket in Nederland namens de Koninklijke Nederlandse Cricket Bond.
In maart 2013 legde hij zijn internationale voetbalfuncties neer.

## ADO Den Haag
Op 1 september 2014 werd Fontein benoemd als interim directeur bij ADO Den Haag. Hij kreeg als opdracht het overnameproces van de club door de Chinese investeerder Wang Hui te begeleiden. Begin 2015 reisde Fontein persoonlijk naar China om de laatste details van de overname, die plaatsvond op 23 januari, rond te maken. Hij toonde zich verheugd met het bereikte resultaat. Op 4 maart legde hij abrupt zijn functie neer. Fontein gaf aan dat de nieuwe eigenaar zich niet aan het overeengekomen beleidsplan hield en hem te weinig zeggenschap werd gegund.
Later gaf hij aan te willen terugkeren als de investeerder zijn eisenlijst introk en de ingeslagen koers van de club zou respecteren. Tot een terugkeer zou het echter niet komen. In juni 2015 werd hij definitief opgevolgd door Jan Willem Wigt, die zijn taak daarvoor al ad-interim invulde.

## Privéleven
Fontein is getrouwd en heeft zes kinderen. Twee daarvan zijn adoptiekinderen afkomstig uit China. Hij woont in Den Haag.